# 빌 클린턴
윌리엄 제퍼슨 클린턴(영어: William Jefferson Clinton, 본명은 윌리엄 제퍼슨 블라이드 3세·William Jefferson Blythe III, 문화어: 윌리암 클린톤·빌 클린톤, 1946년 8월 19일~)은 1993년부터 2001년까지 재임한 미국의 제42대 대통령이다. 46세의 나이로 대통령이 된 그는 역대 미국 대통령 중에서 세 번째로 젊은 대통령이었다. 그는 냉전이 끝난 시대에 대통령이 되었고, 첫 번째 베이비 붐 세대 대통령이었다.
클린턴은 새로운 민주당(New Democrat) 계열로 묘사된다. 그의 정책 중 일부인 북미자유무역협정과 복지 개혁은 중도주의 제3의 길 통치 철학 때문에 추진한 것으로 추정되며, 반면에 그는 다른 정책에 대해서 중도 좌파적인 입장을 취했다. 클린턴은 나중에 미국 역사상 가장 긴 평화로운 경제적 확장 기간이 된 경제적 확장의 지속을 이끌었다. 의회 예산국은 2000년에 클린턴의 재임기간의 예산이 흑자라고 보고했다. 보건 보험 개혁의 실패 이후에 공화당은 1994년 미국 하원 선거에서 40년만에 처음으로 승리했다. 3년 뒤 1997년에 클린턴은 재선되었고 민주당 출신으로는 프랭클린 D. 루즈벨트 이래 처음으로 두 번의 임기를 채운 대통령이 되었다.

## 어린 시절
아칸소주 호프에서 태어난 윌리엄 제퍼슨 클린턴은 5번째 세대의 아칸소주민이었다. 그의 어머니 버지니아 켈리는 아들이 태어나기 전에 사망한 그의 친부의 이름을 따 윌리엄 제퍼슨 블라이드 3세로 이름을 지었다. 어머니가 간호원으로서 훈련받는 동안 빌이 4세 때 그녀는 그를 그녀의 부모와 함께 두었다.
빌이 8세가 될 때 그의 어머니는 로저 클린턴과 재혼하였다. 가족은 핫스프링스로 이주하여 실내 수도가 없이 작은 집에서 살았다. 빌의 계부는 알콜 중독자였고, 가족 생활은 가정 폭력에 의하여 자주 혼란을 일으켰다. 그가 15세 때 빌은 자신의 계부에게 자신의 어머니 혹은 이복 형을 절대 때리지 말라고 다시 경고하였다. 세월이 지난 후, 클린턴은 타임 잡지와 인터뷰에서 "그 일은 극적인 것이었다"고 상기하였다.
클린턴이 17세 때 그는 존 F. 케네디 대통령을 만났다. 결과로서 클린턴은 자신이 정치에서 경력을 원했던 것을 결정하였다. 그는 1964년 조지타운 대학교에 입학하였다. 대학생으로서 그는 흑인 민권 운동 투쟁은 물론 베트남 전쟁에 대항하는 운동으로 헌신했다. 클린턴은 국제학에서 학위와 함께 1968년 조지타운 대학교를 졸업하였다. 그는 옥스퍼드 대학교에서 자신의 전공을 지속하는 다음 2년을 보내는 데 자신을 허용한 로즈 장학금을 수상하였다. 1970년 그는 예일 로스쿨에 입학하였다. 졸업 후, 클린턴은 아칸소주 파예트빌에서 변호사로서 개인 실습으로 들어갔다. 그는 또한 아칸소 로스쿨에서 강의를 시작하기도 하였다.

## 아칸소 정치
1974년 클린턴은 자신의 10대 시절 이래 자신이 원했던 정치 경력을 시작하기로 결정하였다. 그는 의회를 위하여 나갔으나 매우 가까운 투표에서 선거를 패하였다. 1975년 10월 11일 클린턴은 예일 로스쿨에서 만났던 동료 법학생 힐러리 로덤에게 결혼하였다. 1976년 그는 아칸소주의 법무장관으로 선출되어 1977년부터 1979년까지 그 지위에 있었다.
1978년 클린턴은 아칸소주지사의 직위를 위하여 나갔다. 그의 선거는 그를 그 주에서 최연소 주지사로 만들었다. 자신의 첫 기간에서 클린턴은 차량 라이센스의 비용을 올리는 시도를 포함하여 많은 것이 극단적으로 인기가 없던 다수의 변화들을 이루는 데 노력하였다. 1980년 그는 주지사로서 재선을 위하여 나갔으나 공화당의 프랭크 D. 화이트에게 패하였다. 클린턴이 화이트를 상대로 1982년 선거를 위한 운동을 벌였을 때 그는 자신이 적응성과 타협의 중요성을 배웠다는 것을 설명하였다. 그는 투표의 55 퍼센트를 받아 다시 한번 아칸소주지사가 되었다.
클린턴이 아칸소주지사였던 동안 그는 학교, 보건과 보장을 위한 개혁을 위하여 밀고 나갔다. 그는 또한 민주당의 국내 정치에서 활동적이 되는 데 지속하였다. 1991년 그는 자신의 동배들에 의하여 가장 효과적인 주지사로 투표되어 민주당 리더십 회의를 사회보는 데 선택되었다. 동년에 클린턴은 대통령직을 위한 1992년 경주에 들어가고 있었다고 공고하였다.

## 1992년 대통령 선거

1992년 미국 대통령 선거의 결과를 보여주는 지도

클린턴은 대통령을 위한 민주당 후보 지명을 위하여 거의 경쟁을 가졌다. 그는 많은 사람들이 섞인 것 없고 미개발로 생각한 작은 주에서 왔다. 비판들은 국가 정부에서 그의 부족한 경험이 그에게 외교 정책의 작은 이해를 주었다는 느낌이 들었다. 하지만 클린턴은 자신이 정부에게 가져오는 데 신선한 관점을 가졌다고 주장하였다.
클린턴의 선거 운동은 또한 개인적 스캔들에 의하여 특정이 지어지기도 하였다. 그는 베트남 전쟁이 일어난 동안 자신의 군사 복무의 기피에 관한 의문들과 혼외 관계들의 책임들을 향하였다. 클린턴은 경주에 남아있었고, 민주당 대선 후보가 되어 자신의 러닝메이트로서 테네시주 상원 앨 고어를 골랐다. 클린턴은 경제적 문제들, 특히 실업과 보건에 자신의 선거 운동을 전념하였다. 1992년 11월 클린턴은 당시 현직 대통령 공화당의 조지 H. W. 부시와 무소속 후보 로스 페로를 꺾어 42대 대통령으로 선출되었다. 그의 선거 운동 본부의 캠페인 문구는 "문제는 경제야, 바보야"(It's the economy, stupid)였다.

## 42대 대통령(1993~2001)

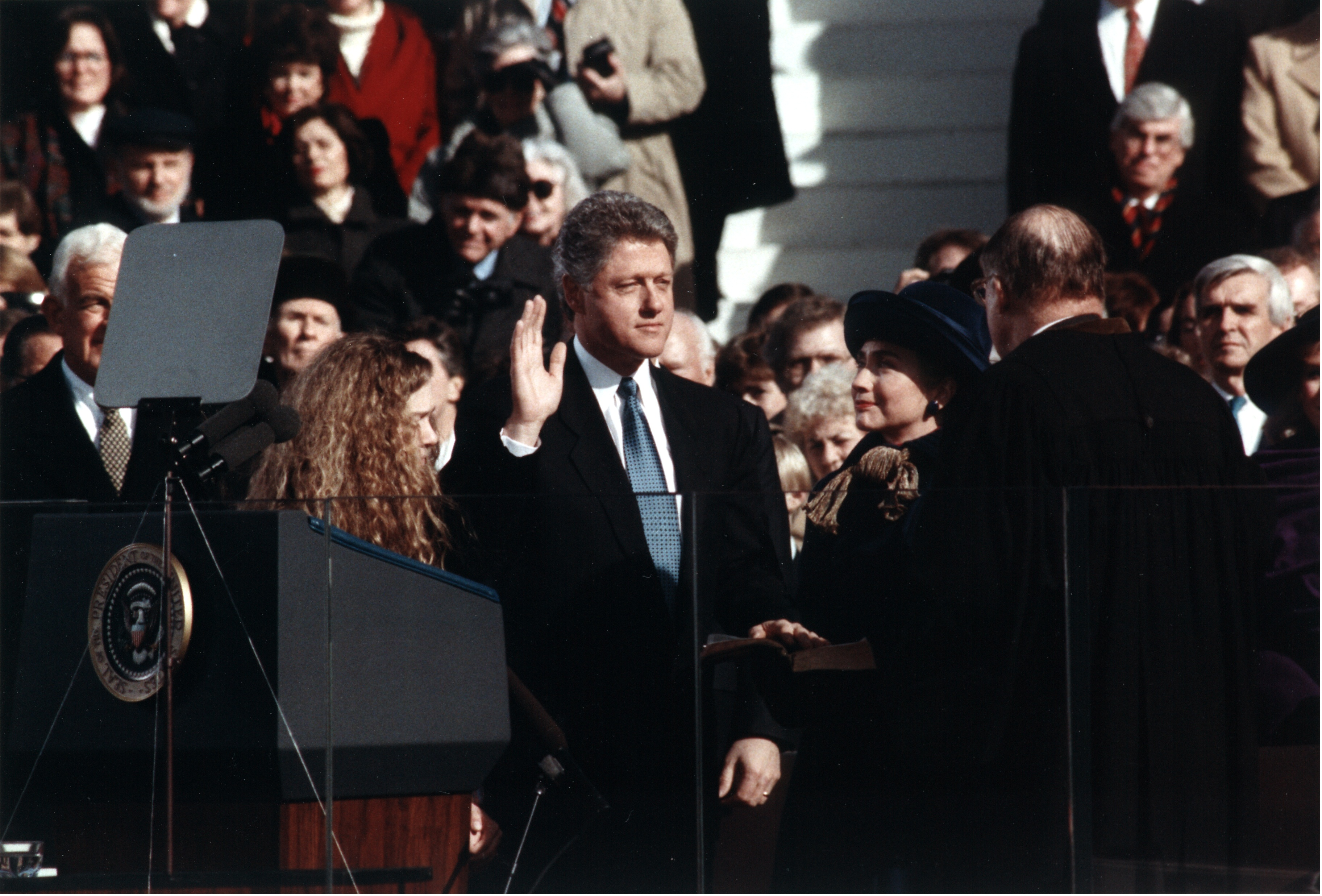
1993년 1월 20일 취임식을 올리는 클린턴

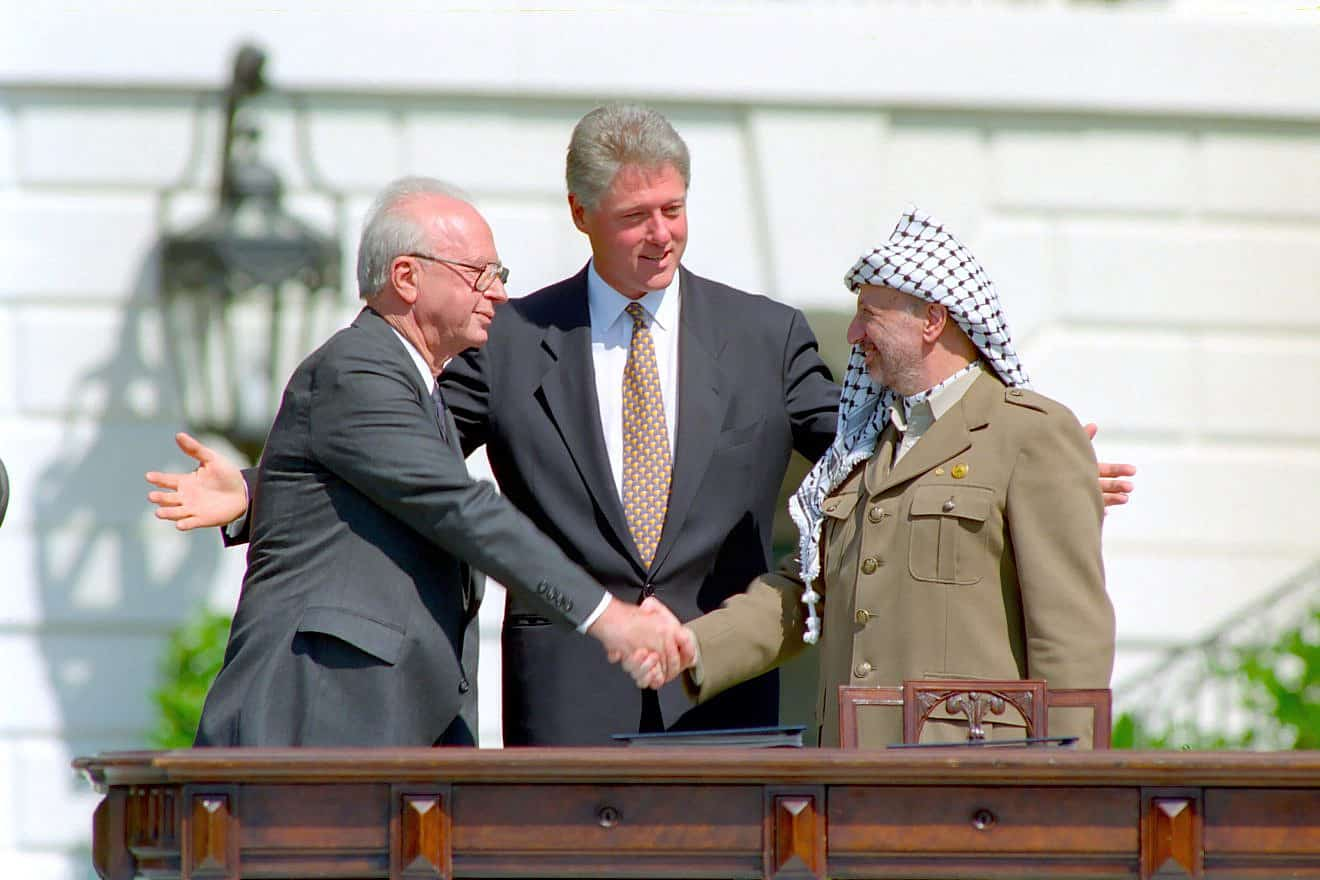
오슬로 협정이 있는 동안 백악관에서 이츠하크 라빈과 야세르 아라파트와 함께(1993년 9월 13일)

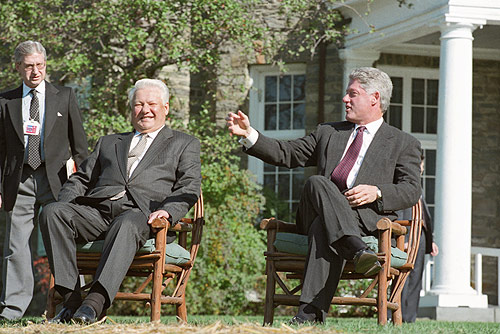
하이드파크에서 보리스 옐친 러시아 대통령과 함께(1995년 10월 24일)

1993년 1월 20일 취임식을 올린 클린턴은 대통령 직에서 한번 경제적 문제들에 지속적으로 일하였으며, 이자율과 실업이 떨어지기 시작하였다. 그는 부인 힐러리 여사를 국내적 보건 개혁을 탐구하는 데 대책 본부의 지배인으로 임명하게도 하였다. 그는 미국, 캐나다와 멕시코의 단일 무역 단위를 만든 1993년 북미자유무역협정을 성원하였다.
클린턴은 프랭클린 D. 루스벨트 이후로 두번의 임기를 모두 채운 첫 번째 민주당 대통령이었다. 그의 당선으로 인해 12년 간(1981.1~1993.1)의 연속된 공화당 정권(레이건(1981.1~1989.1), 부시(1989.1~1993.1))이 막을 내렸다. 그 선거 이후 민주당은 지미 카터의 통치 이래 최초로 의회 및 행정부를 포함한 연방정부의 실권을 완벽하게 장악했다. 그러나 재임 초기 계속된 실책으로 인기가 급격히 떨어지면서 1994년 중간선거에서 민주당에 크나큰 패배를 안겨주었다. 특히 하원에서는 40년 만에 공화당에 다수당의 지위를 넘겨주었다.

### 업적
즉각적으로 정권을 인수받은 후 클린턴은 1993년 가족 의료 법안에 관한 대선 공약에 즉각 서명하게 된다. 본 법안은 고용인에게 종업원의 의료 문제 발생 상황시 의료 보호를 받을 수 있도록 근로 상황을 개선하는 것을 요구할 수 있도록 하는 것을 골자로 하는 보호 법안이었다.
이 정책이 대중적이었던 반면, 클린턴이 대선 초기에 공약했던 군대 내 성소수자 권리 정책에 대한 명확하지 않은 태도는 보수와 진보 양측으로부터 비판을 받게 되었다. 진보 진영은 정책이 다소 실험적이라고 주장했고 보수진영은 군생활에서 별 반응을 보이지 않는 정책이라고 평가했다. 많은 토의가 있던 후 클린턴과 펜타곤은 일명 ‘묻지도 말고 대답도 하지 말라’는 정책에 합의하게 되며 그것은 오바마 대통령 때까지 유효했다.
클린턴 대통령은 취임하자마자 공약대로 연방공무원 10만명 감축 지시를 내렸고, 고어 부통령에게 정부를 완전히 새롭게 재창조하기 위한 방안을 강구하도록 명령했다. 이에 따라 고어 부통령의 주도 아래 국정성과평가팀(NPR)을 설치하고 본격적인 개혁 작업에 착수했다. 당시 미국의 행정 개혁은 '정보기술을 통한 정부 재구축' 프로그램을 통해 공무원을 30만명 이상 감축하는 성과를 거뒀다. 이러한 미국 행정 개혁의 성공은 정보기술을 활용한 전자정부의 구현을 통해 이룬 결과라는 평가가 있다. 빌 클린턴은 3000억 달러 부채도 갚았고 일자리도 3000만개 창출하기도 했다. 미국인들은 빌 클린턴이 대통령으로서 사생활만 빼면 다 좋다는 의견이 대부분이다.

### 재선, 스캔들과 탄핵
클린턴의 첫 기간의 말기가 접근하면서 새로운 스캔들이 일어났다. 스캔들은 클린턴과 힐러리 여사가 아칸소주에 있는 화이트워터강을 따라 놓인 대지를 매입한 것에 의심스러운 거래가 있던 후 화이트워터 사건으로 불렸다. 1996년 클린턴은 대통령으로서 2번째 기간으로 재선되었다. 그는 인기있는 투표의 49 퍼센트와 279개의 선거인단과 함께 자신의 공화당 상대 후보 밥 돌을 꺾어 압도적 대승리에 의하여 선거를 이겼다. 클린턴의 2번째 기간은 변호사 케네스 스타의 화이트워터 사건으로 들어간 조사에 의하여 그늘지게 되었다.
조사는 백악관 수련생 모니카 르윈스키와 함께 클린턴의 정사의 고발들이 공개될 때 더욱 심각해졌다. 처음에 클린턴은 정세를 부인하였으나 후에 그는 르윈스키와 부적당한 관계에 있어왔다고 진술하였다. 1998년 12월 19일 하원은 클린턴을 탄핵하거나 르윈스키와 자신의 관계에 관한 서언 아래 거짓말을 한 고발들로 그를 의회에서 재판을 내리는 데 지배하였다. 상원은 그러고나서 탄핵 재판을 지휘하였다. 클린턴은 상원의 탄핵 도청을 향하는 데 미국 역사상 두번째 만의 대통령이었다. 1999년 2월 12일 상원은 클린턴이 무죄였다는 것을 찾아냈다. 그는 자신이 저지른 것에 국민과 의회에 사죄하였다.

### 2번째 임기 기간

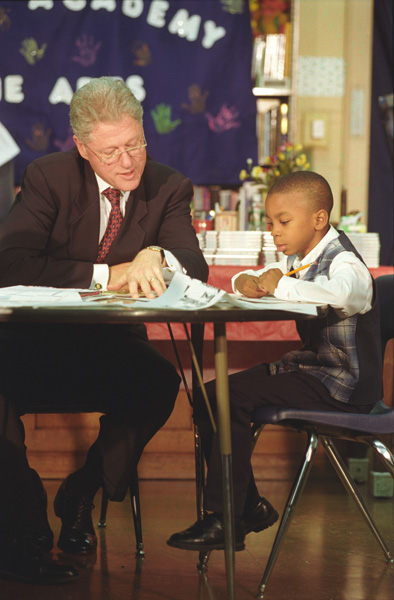
1998년 시카고의 어느 어린이에게 책을 읽어주는 클린턴 대통령

2000년 6월 5일 러시아의 두마에서 연설하는 첫 미국 대통령이 되었다. 자신의 연설에서 그는 러시아인들이 미국의 미사일 방어를 두려워 할 필요가 없었고 그들의 미래가 20세기로 치명적일 것이라고 말했다. 그해 후순에 그는 자필 서명으로서 온라인 전자 서명을 준 대망의 전자 서명법의 법률로 서명하였다.
화이트워터 사건 조사는 클린턴이나 힐러리 여사가 아무 범죄 행위에 참여한 것인지를 증명하는 데 충분한 증거가 없던 진술과 함께 9월 20일에 끝났다.
10월 16일 클린턴은 자신들의 국가들에서 진행되는 푝력을 끝내는 데 협정으로 오기를 원했던 에후드 바라크 이스라엘 총리와 팔레스타인 해방기구의 지도자 야세르 아라파트와 캠프데이비드에서 긴급 회의에 참석하였다. 바라크와 아라파트는 폭력을 끝내는 데 의도의 문과 함께 회의를 떠났으나 아무 쪽도 완전히 만족하지 않았다. 같은 달에 클린턴은 중화인민공화국에 영구적, 보통의 무역 지위를 준 법안을 서명하면서 자신의 행정부의 주요 성취를 굳게 하였다. 이 일은 1993년 북미자유무역협정의 통과 이래 가장 중요한 미국의 무역 입법으로 숙고되었다.

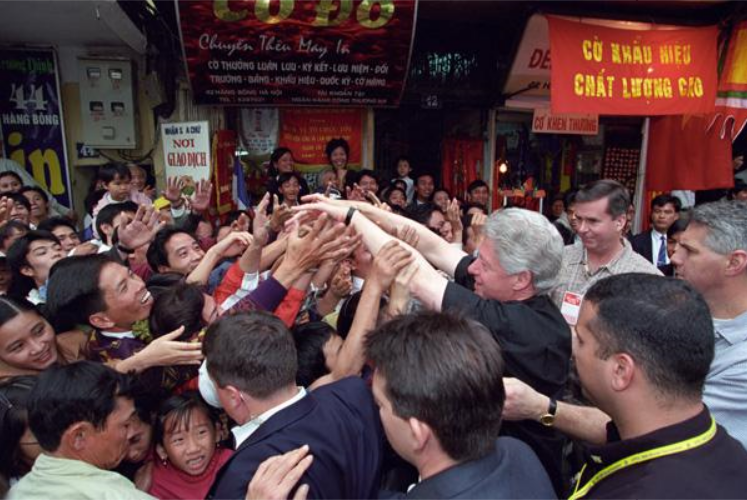
베트남 방문 중 하노이에서(2000년)

그해 후순, 클린턴은 0.08 퍼센트에서 만취를 위하여 혈중알콜 한도를 세운 법안을 법률로 서명하였다. 이 것은 이전에 대부분의 주들이 이용한 것보다 엄격한 수준이었다. 법안의 성원자들은 법적으로 술취한 운전자 여부를 결심시키는 데 이용된 이 국가 표준이 매년 수백명의 생명을 구할 수 있었다고 말하였다. 클린턴은 자신이 북동부를 위하여 난방유의 별도 준비금을 영구적으로 설립한 2000년 법률에 들어가는 또다른 법안을 서명하였다. 법률은 응급 상황에서 준비금들로부터 기름을 빼는 데 백악관을 위하여 더욱 쉽게 만들었다. 결국 11월 13일 클린턴은 아시아로 역사적 여행을 시작하여 베트남 전쟁 이래 베트남을 방문하는 데 첫 미국 대통령이 되었다. 방문의 목적은 하노이와 워싱턴 D. C. 사이의 관계들에 일하는 것이었다.

## 퇴임 후

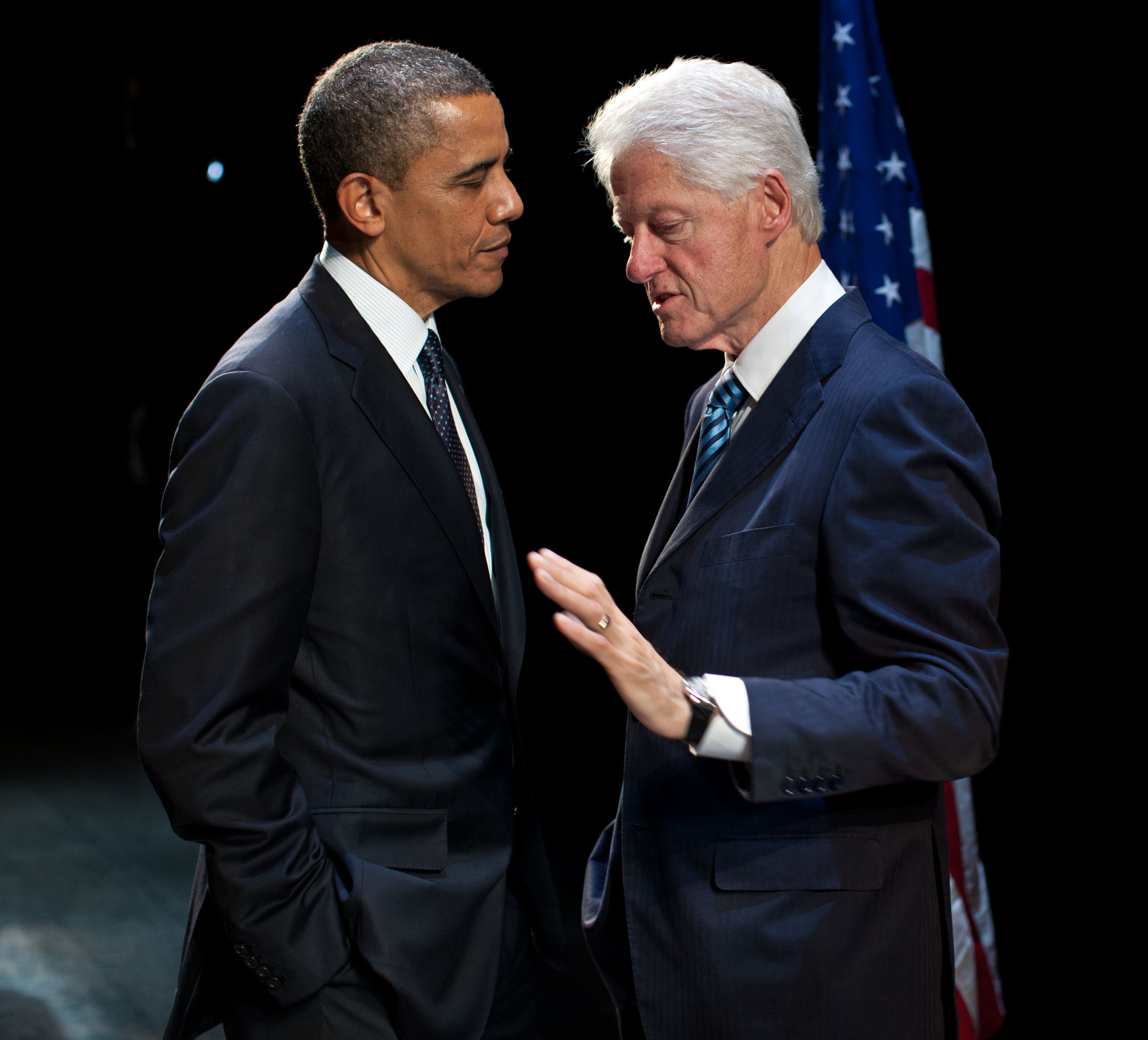
버락 오바마와 클린턴(2012년)

2001년 1월 19일 대통령으로서 클린턴의 마지막 날, 그는 르윈스키 스캔들 조사에서 자신이 오도하는 간증을 주었다고 인정하였다. 그는 아무 범죄 고발들을 향하지 않았으나 법률을 실습하는 데 이 라이센스가 정지되었다. 클린턴은 또한 2만 5천 달러의 벌금을 내는 데 명령이 내려졌고, 자신이 아칸소주 법정의 행동 규칙 중의 하나를 어겼다고 인정하였다.
클린턴은 많은 문제들을 대표하여 지속적으로 연설하고 모금하였다. 그가 시간과 돈을 바치는 많은 경우들은 작은 비지니스들, 시티 이어 (젊은이들을 위한 국내적 서비스 프로그램)과 후천성 면역 결핍 (에이즈) 연구와 교육의 경제적 개발을 포함한다.
자신의 대통령직의 후반을 괴롭힌 스캔들과 어려움들에 불구하고, 클린턴은 지속적으로 활발한 공공 인물로 세계에 중요한 많은 문제와 원인들을 후원하였다. 존 F. 케네디 이래 최연소 대통령인 그는 아칸소주에서 자신의 어린 시절의 집으로부터 먼 길을 갔다.

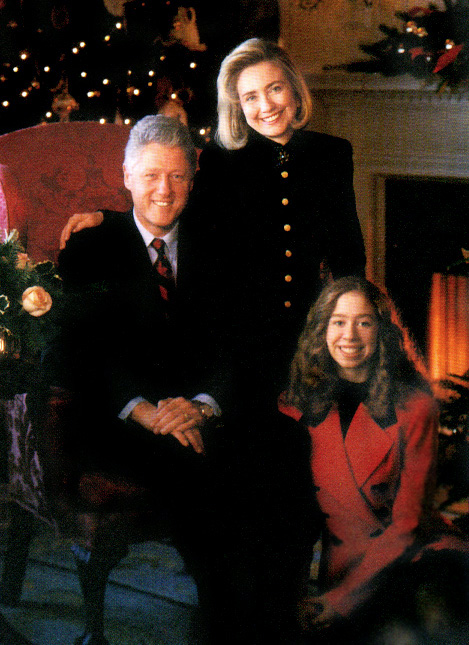
클린턴 가족(왼쪽이 빌, 오른쪽 위가 힐러리, 아래가 첼시)

2009년 8월 4일 클린턴 전 대통령은 미국 여기자 억류사태 해결 협상을 위해 조선민주주의인민공화국을 방문하여 협상을 성공적으로 이루어내면서 여기자들을 대동하여 귀국했다. 특히 그는 핵문제 해법에 대한 버락 오바마 대통령의 뜻을 전달할 가능성이 높을 것이라는 예측도 있다. 그의 방북은 단순한 여기자 2명을 석방하는 차원을 넘어 미국의 북미 관계와 북핵 문제 해결의 전환점이 될 것이라는 평가가 지배적이다.
2012년 미국 대통령 선거 운동이 일어난 동안 그는 오바마 대통령의 재선을 성원하였고, 4년 후에 힐러리 여사가 대통령 후보로 지명되어 선거 운동을 벌일 때 부인을 성원하기도 하였다.

## 가족관계
빌 클린턴과 전 국무장관인 힐러리 클린턴 사이에서 외동딸 첼시 클린턴이 있다. 백악관에서 사춘기를 보낸 첼시는 스탠포드 대학교에서 학사, 컬럼비아 대학교에서 석사, 옥스퍼드 대학교 유니버시티 칼리지에서 석사, 박사 학위를 취득하고 NBC 뉴스 특파원으로 일하다가 현재 클린턴 재단에서 일하고 있다.
첼시의 결혼 후, 클린턴 부부는 현재 3명의 손자, 손녀를 두었다.

## 기타
나이에 비해 상당한 동안이다. 도널드 트럼프와 둘의 외모를 비교해보자면 트럼프 쪽이 훨씬 나이들어 보이지만 사실 둘 다 1946년생 동갑내기 친구들이다.

## 저서
- 《나의 삶》, "My Life"(2004년). ISBN 0-375-41457-6.

## 역대 선거 결과
| 선거명      | 직책명                      | 대수 | 정당   | 득표율   | 득표수(선거인단)    | 결과 | 당락                   |
| ----------- | --------------------------- | ---- | ------ | -------- | ------------------- | ---- | ---------------------- |
| 1974년 선거 | 하원의원 (아칸소 제3선거구) | 94대 | 민주당 | 48.17%   | 83,030표            | 2위  | 낙선                   |
| 1976년 선거 | 아칸소 법무장관             | 50대 | 민주당 | 단독후보 | 무투표              | 1위  | 아칸소주 법무장관 당선 |
| 1978년 선거 | 아칸소 주지사               | 40대 | 민주당 | 63.36%   | 335,101표           | 1위  | 아칸소 주지사 당선     |
| 1980년 선거 | 아칸소 주지사               | 41대 | 민주당 | 48.07%   | 403,242표           | 2위  | 낙선                   |
| 1982년 선거 | 아칸소 주지사               | 42대 | 민주당 | 54.71%   | 431,855표           | 1위  | 아칸소 주지사 당선     |
| 1984년 선거 | 아칸소 주지사               | 42대 | 민주당 | 62.55%   | 554,561표           | 1위  | 아칸소 주지사 당선     |
| 1986년 선거 | 아칸소 주지사               | 42대 | 민주당 | 63.89%   | 439,882표           | 1위  | 아칸소 주지사 당선     |
| 1990년 선거 | 아칸소 주지사               | 42대 | 민주당 | 57.49%   | 400,386표           | 1위  | 아칸소 주지사 당선     |
| 1992년 선거 | 미국의 대통령               | 42대 | 민주당 | 43.01%   | 44,909,889표(370명) | 1위  |                        |
| 1996년 선거 | 미국의 대통령               | 42대 | 민주당 | 49.24%   | 47,402,357표(379명) | 1위  |                        |

## 같이 보기
- 클린턴가
- 미국의 대통령 목록